# Roza (Tundzha)
Roza (búlgaro: Ро̀за) es un pueblo de Bulgaria perteneciente al municipio de Tundzha de la provincia de Yámbol.
Es un pueblo de origen tracio. Adoptó su topónimo actual en 1951.
Se ubica unos 10 km al suroeste de Yámbol sobre la carretera 536.

## Demografía
En 2011 tiene 1226 habitantes, de los cuales el 98,2% son étnicamente búlgaros.
En anteriores censos su población ha sido la siguiente:
| Gráfica de evolución demográfica de Roza entre 1934 y 2011 |
|                                                            |